# Sodwana Bay National Park
Sodwana Bay National Park is een nationaal park in KwaZoeloe-Natal in Zuid-Afrika. Het is een smalle strook van begroeide zandduinen tussen St. Lucia en het Sibayameer. Het park is genoemd naar Sodwana Bay (Sodwanabaai), een baai aan de Indische Oceaan bekend voor de koraalriffen en de verscheidenheid aan oceaanleven. Om die reden is het populair bij diepzeevissers en -duikers. In de baai is in 2020 een nieuw zeepaardjessoort ontdekt, de Hippocampus nalu.
Het park maakt deel uit van de iSimangaliso Wetland Park.